# Église grecque de la Sainte-Trinité de Vienne
L’église orthodoxe grecque de la Sainte-Trinité (en allemand, Griechenkirche zur Heiligen Dreifaltigkeit) est une cathédrale de l'église grecque orthodoxe située dans le premier arrondissement de Vienne, en Autriche. Il s'agit du quartier grec historique de l'Innere Stadt de Vienne, également connu sous le nom de "Fleischmarkt".
Depuis 1963, la cathédrale est le siège de la métropole grecque orthodoxe d'Autriche (le patriarcat œcuménique de Constantinople : le métropolite d'Autriche et l'exarchat de Hongrie et d'Europe centrale).

## Histoire

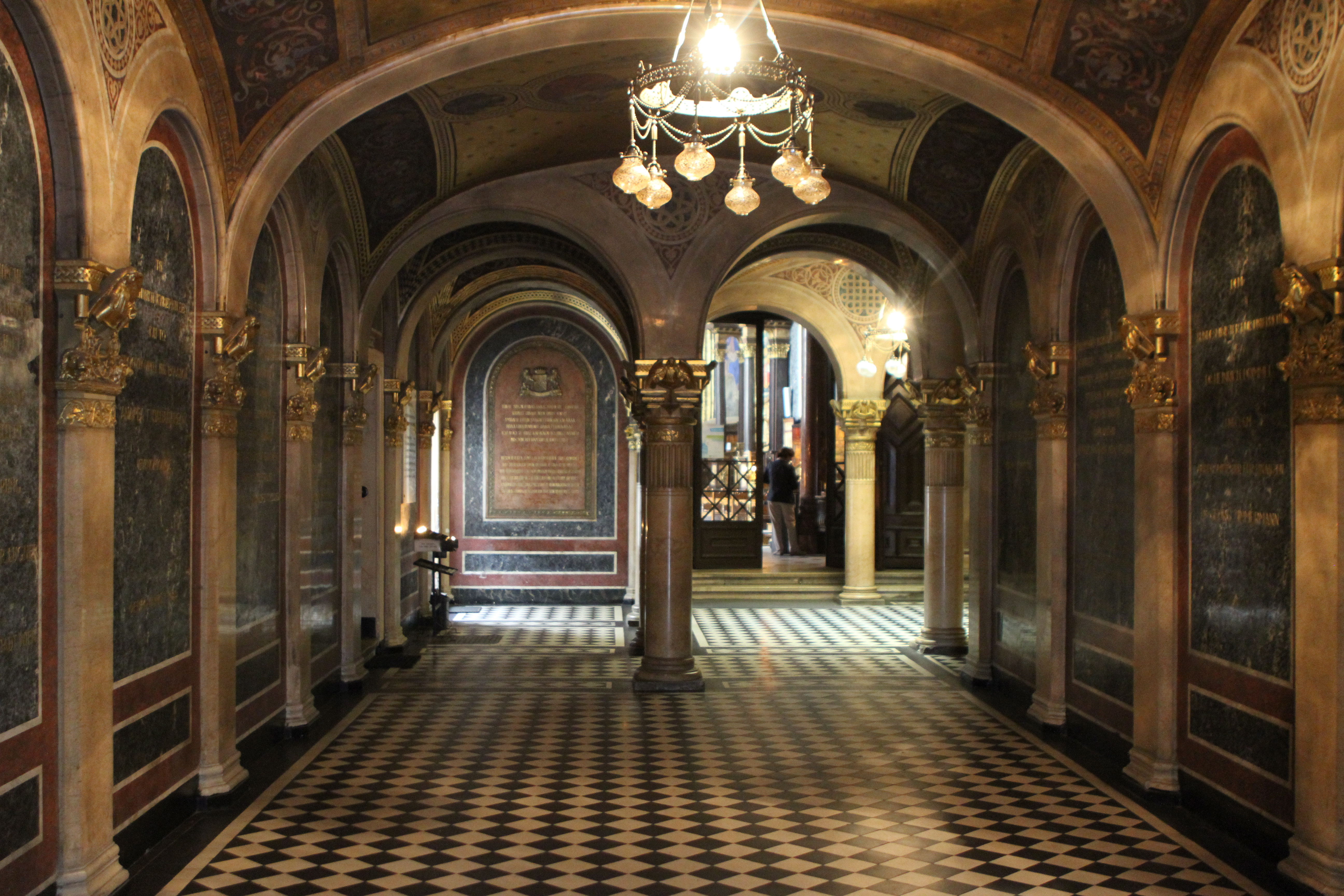
Intérieur de l'église

Des églises grecques orthodoxes ont existé à proximité de ce site depuis 1787, à la suite du brevet de tolérance de 1781 délivré par Joseph II, empereur romain germanique. L'architecte du bâtiment de 1787 était Peter Mollner.
Le bâtiment actuel est une reconception néo-byzantine du bâtiment Mollner par l'architecte néoclassique danois-autrichien Theophil Hansen. Le diplomate et philanthrope gréco-autrichien Simon Sina a financé le projet , une des nombreuses collaborations avec Hansen à Vienne et à Athènes. La cathédrale a été inaugurée le 21 décembre 1858.
L'extérieur présente des briques bicolores et des arcades dorées . Le sanctuaire richement orné montre une allusion élégante à l'architecture d'église baroque typique du sud de l'Allemagne et de l'Autriche. Un certain nombre de fresques pour la façade et le vestibule ont été commandées au peintre et professeur d'art autrichien Carl Rahl, avec d'autres fresques de Ludwig Thiersch.
Parmi les paroissiens se trouvait ici la famille du chef d'orchestre Herbert von Karajan.